# Floriana Football Club
Floriana F.C. é uma equipe maltesa de futebol fundada em 1894, com sede na cidade de Floriana. Disputa a primeira divisão do Campeonato Maltês.
Seus jogos são mandados no Independence Ground, que possui capacidade para 3.000 espectadores.

## Títulos

### Torneios nacionais
- Campeonato Maltês de Futebol (25): 1910, 1912, 1913, 1921, 1922, 1925, 1927, 1928, 1929, 1931, 1935, 1937, 1950, 1951, 1952, 1953, 1955, 1958, 1962, 1968, 1970, 1973, 1975, 1977, 1993.

- Copa de Malta (25): 1911, 1913, 1922, 1923, 1928, 1929, 1931, 1938, 1945, 1947, 1949, 1950, 1953, 1954, 1955, 1957, 1958, 1961, 1966, 1967, 1972, 1976, 1981, 1993, 1994, 2011

- Supercopa de Malta (1): 1993

## Técnicos
Última atualização: 11 de Agosto de 2015
| Nome                  | Nac                  | De                    | Até                     |
| --------------------- | -------------------- | --------------------- | ----------------------- |
| Karim Bencherifa      | Marrocos             | 01 de Julho de 2000   | 30 de Junho de 2002     |
| Zijad Švrakić         | Bósnia e Herzegovina | 2002                  | 2004                    |
| Jimmy Briffa          | Malta                | 2005                  | 2006                    |
| Joseph Grech          | Malta                | 2006                  | 2007                    |
| Danilo Dončić         | Sérvia               | 01 de Julho de 2007   | 30 de Junho de 2008     |
| Zoran Popović         | Sérvia               | 01 de Julho de 2008   | 09 de Janeiro de 2009   |
| Antônio Carlos Vieira | Brasil               | 10 de Janeiro de 2009 | 24 de Março de 2009     |
| Roddy Collins         | República da Irlanda | 24 de Março de 2009   | 15 de Dezembro de 2009  |
| Zoran Popović         | Sérvia               | 2009                  | 2010                    |
| Todor Raykov          | Bulgária             | 01 de Julho de 2010   | 21 de Fevereiro de 2011 |
| Michael Woods         | Malta                | 2011                  | 2012                    |
| Joe Brincat           | Malta                | 20 de Março de 2012   | 2012                    |
| Mark Wright           | Inglaterra           | 18 de Agosto de 2012  | 18 de Outubro de 2012   |
| Stephen Azzopardi     | Malta                | 18 de Outubro de 2012 | 25 de Janeiro de 2012   |
| Iain Brunskill        | Inglaterra           | 29 de Janeiro de 2013 | 08 de Maio de 2013      |
| Ian Dawes             | Inglaterra           | 09 de Maio de 2013    | 08 de Abril de 2014     |
| Giovanni Tedesco      | Itália               | 08 de Abril de 2014   | 08 de Maio de 2015      |
| Luis Oliveira         | Bélgica              | 14 de Junho de 2015   | -                       |